# Visconde da Régua
Visconde da Régua é um título nobiliárquico criado por D. Luís I de Portugal, por Decreto de 1 de Setembro de 1887, em favor de Manuel Guedes Leite de Gouveia e Tovar.
Titulares
1. Manuel Guedes Leite de Gouveia e Tovar, 1.º Visconde da Régua.